# Nello Musumeci
Sebastiano "Nello" Musumeci, född 21 januari 1955 i Militello in Val di Catania, är en italiensk politiker. Han är ledamot av Italiens senat sedan 13 oktober 2022 och civilskyddsminister i regeringen Meloni sedan 22 oktober 2022. Han var ledamot av Europaparlamentet 1994–2009.
Musumeci har arbetat inom bankbranschen och varit verksam som journalist. Politiskt engagerade han sig redan i femtonårsåldern i nyfascistiska MSI:s ungdomsorganisation Fronte della Gioventú. I tjugoårsåldern representerade han redan MSI i kommunfullmäktige i Militello. På 1980-talet fortsatte han den kommunpolitiska karriären för MSI först i Gravina di Catania och sedan i Castel di Iudica.
Musumeci tillträdde 1994 som ledamot av Europaparlamentet och var fram till 1999 en av de grupplösa i Europaparlamentet. Därefter hörde han åren 1999–2009 till Gruppen Unionen för nationernas Europa (UEN) och hans italienska parti var Nationella alliansen fram till år 2005. Efter det var hans italienska parti Alleanza Siciliana innan han gick med i Högern.
År 2014 grundade Musumeci ett regionalt parti i Sicilien vid namn Diventerà Bellissima. Han förhandlade länge med Giorgia Meloni och Italiens bröder om en samgång men processen tog sin tid. År 2022 kunde Musumeci och Meloni enas om att Diventerà Bellissima blir en del av Italiens bröder.